# Чичисбей

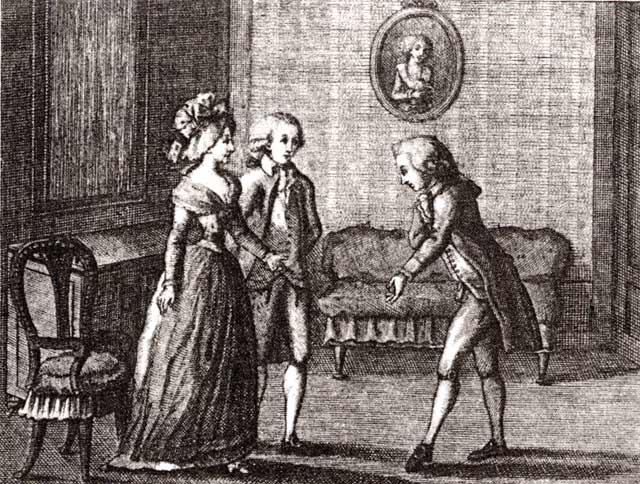
Луиджи Понелато. Чичисбей. Гравюра 1790 года

Чичисбе́й (итал. cicisbeo, мн. ч. cicisbei) — «в Италии (преимущественно в XVIII веке) — постоянный спутник состоятельной замужней женщины, сопровождающий её на прогулках и увеселениях», зачастую также её любовник.
В XVIII—XIX веках в Италии существовал обычай, согласно которому замужняя дама должна была показываться на людях (в церкви, на прогулке и т. п.) в сопровождении постоянного спутника (с ведома мужа). Такая практика, называемая чичисбеизмом, существовала среди дворянства Венеции, Генуи, Ниццы, Флоренции и Рима. По одним сведениям, наличие и статус чичисбея оговаривались в брачных контрактах, по другим — это всего лишь специфика обычаев времени, не закрепляемая в документах. Некоторые считают чичисбеизм признаком растущей эмансипации женщин в аристократии XVIII века.
Так или иначе, этот обычай крепко укоренился. Мужья обычно терпели или даже благожелательно относились к нему. Так, лорд Байрон был чичисбеем графини Терезы Гвиччиоли (которая в конце концов разошлась с мужем ради Байрона).
Чичисбеи придерживались определённых правил поведения, обычно избегая публичного проявления чувств к госпоже. На увеселительных мероприятиях они часто стояли позади сидящей госпожи и шептали ей на ухо (одна из версий происхождения слова "чичисбей" — звукоподражание шёпоту). Обычаи того времени не позволяли им в свободное время иметь отношения с другой женщиной. Обе стороны могли прервать отношения в любое время. 
Институт чичисбеев использовали в своих сюжетах авторы некоторых комических опер, например, чичисбеи присутствуют в либретто опер Россини «Итальянка в Алжире» и «Турок в Италии».  Упомянуто это явление и в романе А. Дюма "Граф Монтекристо" (1846).
Слово «чичисбей» изредка используется в переносном смысле для шутливого обозначения кавалера или любовника.

## Упоминания в литературе
- Дж. Г. Байрон, поэма «Беппо»

Мы знаем, добродетель Дездемоны
От клеветы бедняжку не спасла.
До наших дней от Рима до Вероны
Случаются подобные дела.
Но изменились нравы и законы,
Не станет муж душить жену со зла
(Тем более — красотку), коль за нею
Ходить, как тень, угодно чичисбею.
- Оноре де Бальзак, «Шагреневая кожа»:  «А, он ещё жив!» — так можно было понять её улыбку и те коварные невнятные слова, с которыми она обратилась к своему чичисбею, разумеется, поведав ему мою историю и определив мою любовь, как любовь пошлую.
- М. Ю. Лермонтов, Джюлио:

Я прихожу в гремящий маскерад,
Нарядов блеск там ослепляет взгляд;
Здесь не узнает муж жены своей.
Какой-нибудь лукавый чичисбей,
Под маской, близ него проходит с ней,
И муж готов божиться, что жена
Лежит в дому отчаянно больна…
- Танго «Бамбино чичисбей», написанное около 1926 года (известно в исполнении А. Ф. Скляра под названием «Всемирный успех 1929 года»):

Но я отвечу не робея:
 — Даме нельзя без чичисбея.
Ходят по городу фашисты,
К дамам они пристают.

## Современники об обычае
Фонвизин Денис Иванович:
« Развращение нравов в Италии несравненно больше самой Франции. Здесь день свадьбы есть день развода. Как скоро девушка вышла замуж, тут же надобно непременно выбрать ей cavaliere servente, который с утра до ночи ни на минуту её не оставляет. Он с нею всюду ездит, всюду её водит, сидит всегда подле ней за картами, за неё сдаёт и тасует карты, словом, он как её слуга, и, привезя её один в карете к мужу в дом, выходит из дома тогда только, как она ложится с мужем спать. При размолвке с любовником или чичисбеем, первый муж старается их помирить, равно и жена старается наблюдать согласие между своим мужем и его любовницею. Всякая дама, которая не имела бы чичисбея была бы презрена всею публикою, потому что она была б почтена недостойною обожания, или старухою. Из сего происходит, что здесь нет ни отцов, ни детей. Ни один отец не почитает детей своей жены своими, ни один сын не почитает себя сыном мужа своей матери. Дворянство здесь точно от того в крайней бедности и в крайнем невежестве. Всякий разоряет своё имение, зная, что прочить его некому, а молодой человек, став чичисбеем, лишь только вышед из ребят, не имеет уже ни минуты времени учиться, потому что, кроме сна, неотступно живет при лице своей дамы и как тень шатается за нею. Многие дамы признавались мне по совести, что неминуемый обычай иметь чичисбея составляет их несчастие, и что часто, любя своего мужа несравненно больше, нежели своего кавалера, горестно им жить в таком принуждении. Надобно знать, что жена, проснувшись, уже не видит мужа до тех пор, как спать ложиться надобно. В Генуе сей обычай дошел до такого безумия, что если публика увидит мужа с женою вместе, то закричит, засвищет, захохочет и прогонит бедного мужа. Во всей Италии дама с дамою одна никуда не поедет и никуда показаться не может. Словом сказать, дурачествам нет конца.»